# Stammliste der Herren von Kunstadt
Die Herren von Kunstadt (tschechisch Páni z Kunštátu) waren ein mährisches Adelsgeschlecht, das ab 1222 belegt ist. Es verzweigte sich später auf elf mährische Linien sowie eine böhmische, die von Boček I. von Podiebrad Mitte des 14. Jahrhunderts begründet wurde.
Stammvater der Herren von Kunstadt war Gerhard von Zbraslav (Gerhard ze Zbraslavi), dessen Vorname später über „Erhart“ zu „Heralt“ abgewandelt wurde. Das Prädikat „von Obřany“, das später auch auf Gerhard von Zbraslav und seinen ältesten Sohn Boček übertragen wurde, erwarb erst 1278 Gerhards gleichnamiger Enkel Gerhard von Zbraslav und Obřany († 1291).

## Linie des Stammvaters Gerhard von Zbraslav und Obřany
1. Boček von Jaroslavice und Zbraslav († 1255), Burggraf von Znaim, Graf von Pernegg
  1. Smil († 1267), war mit einer Tochter des Jan von Polná verlobt
  2. Gerhard von Zbraslav und Obřany († 1291), 1283–1285 Unterkämmerer von Mähren; verheiratet mit Jutta/Jitka von Feldsberg († 1295)
    1. Boček von Obřany († 1296)
    2. Smil von Obřany, belegt 1303–1312/13, Unterkämmerer von Mähren, verheiratet mit Elisabeth/Eliška von Neuhaus. Mit ihm erlosch der Familienzweig des Boček von Jaroslavice und Zbraslav.
      1. Anna von Obřany, vermutlich Äbtissin

    3. Agnes/Anežka († 1300); verheiratet mit Jenec von Šumperk
    4. Euphemie († 1297); verheiratet mit Tas von Lomnitz

  3. Agnes/Anežka von Ùpa († 1296); verheiratet 1. mit Hrut, 2. mit Vítek/Veit von Schwabenitz auf Ùpa
2. Mikul von Zbraslav (Mikul ze Zbraslavi, belegt 1233–1262), begründete den Familienzweig Mikul (Mikulova Linie)
3. Smil von Zbraslav und Střílky († 1273), Kastellan von Prerau und Burggraf von Brumov; keine Nachkommen.
4. Kuna von Zbraslav und Kunstadt († 1295) Burggraf von Veveří, Marschall von Mähren und Kämmerer von Olmütz sowie Burggraf von Vranov und Hradec; begründete den Familienzweig Kuna/Kuno, von dem sich der Geschlechtername „von Kunstadt“ ableitet, der auf alle Familienzweige übertragen wurde.
5. Sophie/Žofie, belegt 1278–1281, verheiratet mit Bohuš von Drahotuš

## Linie des Vladiken Mikul von Zbraslav und seiner Nachkommen
tschechisch: Vladykové ze Zbraslaví a z Račic, auch Mikulova Linie
1. Vladike Mikul von Zbraslav, belegt 1233/1234–1262
  1. Žibřid von Zbraslav, belegt 1281; verheiratet mit Trojka von Miroslav (z Miroslavi)
    1. Mikul von Zbraslav, belegt 1318
    2. Mikul von Zbraslav, belegt 1334–1349 und 1354; verheiratet mit Elisabeth/Eliška von Říčan
      1. Trojka, belegt 1349
      2. Žibřid von Zbraslav und Račice, belegt 1354–1376; verheiratet 1. mit Dobra von Jindřichovice, 2. mit Anna N. N.
        1. Katharina/Kateřina, belegt 1385–1412; verheiratet mit Jan von Weitmühl auf Litovany (Jan z Veitmile na Litovanech)
        2. Sigmund/Zikmund von Račice († 1418); verheiratet 1. mit Anna von Hrádek, 2. mit Jitka von Melice
        3. Adam von Račice, belegt 1398–1422

      3. Mikul von Zbraslav und Račice, belegt 1358–1381; verheiratet mit Dorna von Žerotice (ze Žerotic)

## Linie des Kuna von Zbraslav und Kunstadt und seiner Nachkommen
tschechisch: Kunova Linie; alle weiteren Familienzweige stammen von diesem Kuna ab.
1. Kuna von Zbraslav und Kunstadt
  1. Boček von Jevišovice, belegt 1277–1314
  2. Tochter N. N., Äbtissin in Tišnov
  3. Bohuše, belegt 1283
  4. Tochter N. N., verheiratet mit Jimram von Auersperg
  5. Kuna, belegt 1289

Stammfolge unvollständig
1. Gerhard von Kunstadt (Eltern nicht klar), belegt 1318/19–1350, Kämmerer von Brünn und Znaim; verheiratet 1. mit N. N. von Deblín, 2. mit Klara von Náměšt
  1. Smil (Zajímač) von Kunstadt, Begründer der Kunstädter Linie (Kunštátská větev)
  2. Boček I. von Podiebrad, Begründer der Linie Podiebrad (Pání z Poděbrad, auch Poděbradská větev)
  3. Kuna von Lysice, Begründer gleichnamigen Linie (Lysičtí z Kunštátu, auch Lysiská větev)
  4. Hroch von Kunstadt und Loučky
  5. Wilhelm/Vilém von Kunstadt, Begründer der Linie von Boleradice und Loučky (Boleradičtí z Kunštátu, auch Boleradisko-Loučská větev)
  6. Anna, belegt 1365–1374; verheiratet mit Kuneš von Bílovice
  7. Agnes/Anežka († 1371); verheiratet mit Hanuš von Bílovice
  8. Agnes/Anežka, belegt 1369 als Witwe; verheiratet gewesen mit Čeněk von Bučovice
  9. Anna, belegt 1359–1368; verheiratet mit Heinrich/Jindřich von Drnovice

## Linie des Boček von Jevišovice und seiner Nachkommen
tschechisch: Páni z Kunštátu a z Jevišovic, auch Jevišoviská větev
(Genealogie nicht vollständig)
1. Boček (I.) von Jevišovice, belegt 1277–1314, Kämmerer von Znaim und Brünn
  1. Mikul, belegt 1314
  2. Sezema (I.), belegt 1314–1326, Unterkämmerer von Mähren; verheiratet mit Agnes/Anežka N. N.
    1. Kuna (II.), belegt 1343
      1. Ulrich/Oldřich, belegt 1350–1353
      2. Sezema (II.), belegt 1350–1381; verheiratet mit Elisabeth/Eliška von Lichtenburg
        1. Heinrich/Jindřich (I.) d. Ä. Zajímač († 1409); verheiratet mit Anna von Konice, Begründer des Zweigs „Zajímač von Kunstadt und Lichtenau“ (Zajímači z Kunštátu a z Lichtenau)
        2. Hynek (I.) Dürrteufel/Suchý Čert († 1407); verheiratet mit Agnes/Anežka von Deblín

      3. Boček (II.), belegt 1350–1373; verheiratet mit Anna von Füllstein
        1. Jan (I.), d. Ä., belegt 1385–1420
        2. Andreas/Ondřej, belegt 1389–1404
        3. Sigmund/Zykmund, belegt 1389–1402; verheiratet mit Katharina/Kateřina von Mstěnice
        4. Peter († 1407); verheiratet mit Elisabeth/Eliška von Meziříčí
          1. Boček (III.), († 1421)
          2. Jan (III.) Dürrteufel/Suchý Čert auf Horní Kounice, belegt 1415–1433; verheiratet mit Ofka/Euphemie von Lichtenburg auf Bítov
            1. Boček (V.) Dürrteufel/Suchý Čert auf Horní Kounice und Únanov, belegt 1440–1481; verheiratet mit Anna von Schelmberg/ze Šelmberka
            2. Hynek (II.) Dürrteufel/Suchý Čert auf Mohelna belegt 1440–1448; verheiratet mit Machna von Mohelna
            3. Jan (V.) Boček Dürrteufel/Suchý Čert auf Polná, Buchlov und Bzenec, belegt 1456–1501; verheiratet mit Kunhuta, einer Tochter des Sigmund von Pernstein
              1. Hynek (III.) Boček auf Polná, belegt 1500–1518; verheiratet mit Anna, Tochter des Heinrich IV. von Neuhaus

## Linie der Zajímač von Kunstadt und Lichtenau
tschechisch: Zajímačové z Kunštátu a z Lichtenau
1. Heinrich/Jindřich d. Ä. Zajímač († 1409); verheiratet mit Anna von Konice
  1. Tochter N. N., verheiratet mit Jan Jankovský von Vlašim
  2. Katharina/Kateřina, belegt 1406–1418; verheiratet 1. mit Stephan/Štěpán Holub von Doubravnice, 2. mit Jan Schelmberg auf Kraví Hora
  3. Heinrich/Jindřich d. J. Zajímač, belegt 1406–1412; verheiratet mit Anna von Říše
    1. Katharina/Kateřina, belegt 1466–1480; verheiratet 1. mit Christoph/Kryštof von Liechtenstein, 2. mit Jan von Wartenberg
    2. Heinrich/Jindřich (III.) Zajímač, belegt 1432 und 1442; verheiratet mit Eva N. N.
    3. Jan (IV.) Zajímač, belegt 1432–1466,
      1. Heinrich/Jindřich (IV.) Zajímač, belegt 1460–1475, Oberjäger
        1. Jan (VII.) d. Ä. Zajímač auf Sázava, belegt 1484–1518
          1. Ludwig Zajímač auf Sázava und Kunstadt, belegt 1511–1541; verheiratet mit Elisabeth/Eliškavon Besdružice
            1. Heinrich/Jindřich (V.) Zajímač auf Skalice, belegt 1542–1567

        2. Prokop Zajímač auf Jevišovice, belegt 1488–1517; verheiratet mit 1. Sophie/Žofka von Waldstein, 2. mit N. N. von Miličin
          1. Jan (VIII.) Zajímač, auf Tavíkovice (Tajkowitz), belegt 1517–1548, Oberster Richter von Mähren
            1. Sezema (V.) Zajímač

## Linie von Stařechovice und Skály
tschechisch: Stařechovisko-skalská větev
- Nachkommen des Kuna von Zbraslav und Kunstadt († 1295) (nicht vollständig):

1. N. N. von Stařechovice; verheiratet mit N. N. von Popovice und Boskowitz
  1. Arkleb / Archleb von Stařechovice auf Jimramov und Skály, belegt 1347–1388
    1. Erhart von Skály († 1415) auf Stařechovice, Jimramov, Skály und Lelekovice, Plankenberg, Biskupice und Březinka; verheiratet 1. mit Margarethe/Markéta, Witwe nach Puta von Šacléř auf Wildenberg, 2. mit Kunka N. N., 3. mit Elisabeth/Eliška, Tochter des Andreas/Ondřej von Nechvalín
      1. Jutta/Jitka, belegt 1407–1415; verheiratet mit Jošt von Rosice
      2. Sophie/Žofka, belegt 1415–1466; verheiratet mit Jan Tovačovský von Cimburg
      3. Anna, belegt 1415–1434

    2. Margarethe/Markéta Arkleba, belegt 1410, Äbtissin in Sezemice

  2. Jutta/Jitka, belegt 1356–1358; verheiratet mit Beneš von Skryje
  3. Hynek, belegt 1365
  4. Anna, belegt 1365; verheiratet mit Ješek Schossl auf Dlouhá Brtníce
  5. Jan, belegt 1384

## Linie des Boček von Lišnice und seiner Nachkommen
tschechisch: Líšničtí z Kunštátu, auch Lišniská větev
1. Boček (I.) von Lišnice († 1353) auf Lišnice, Loučany (Lautschan), Senice na Hané und Žešov (Scheschow); verheiratet 1. mit ?, 2. mit Anka N. N.
  1. Kunik († 1369), auf Lišnice und Loučany
  2. Smil (I.) von Lišnice († 1396), auf Lišnice, Loučany und Švábenice; verheiratet 1. mit Katharina/Kateřina von Vildenberk (Wildenberg), 2. mit Keruše von Wartenberg
    1. Boček (III.) von Opatovice († 1434), auf Lišnice, Švábenice und Velké Opatovice; verheiratet 1. mit Elisabeth/Eliška N. N., 2. mit Elisabeth/Eliška von Náměšť
      1. Procek von Opatovice († 1479), auf Velké Opatovice, Boskovice, Kunštát, Lysice, Blansko und Světlov; 1454–1474 Kämmerer von Olmütz

    2. Heralt (II.) von Lišnice († 1444) auf Lišnice, Poděbrady, Kunštát, Moravská Třebová, Bouzov und Boskovice; verheiratet 1. mit N. N., 2. mit Katharina von Častolovice
      1. Katharina/Kateřina († 1448); verheiratet vermutlich mit Heinrich/Jindřich von Stráž
      2. Jan Heralt († 1490) auf Plumlov, Prostějov, Lišnice, Kunštát, Lysice, Moravská Třebová; 1486–1490 Kämmerer von Olmütz; verheiratet mit Johanna von Krawarn
        1. Ludmilla († 1493); verheiratet mit Vratislav von Pernstein († 1496), einem Sohn des Johann von Pernstein

    3. Ulrich/Oldřich von Lišnice, belegt 1405–1420
    4. Elisabeth/Eliška († 1447) auf Švábenice; verheiratet 1. mit Beneš von Boskovice, 2. mit Jan Weitmühl auf Žerotice (Veitmilnar ze Žerotic)

  3. Friedrich/Bedřich († 1385) auf Lišnice und Loučany, 1356–1365 Kanoniker von Vyšehrad, 1368–1385 Dekan des Olmützer Domkapitels
  4. Boček (II). († 1369) auf Lišnice und Loučany
  5. Heralt (I.) von Loučany, belegt 1360–1418, auf Lišnice, Loučany, Senice na Hané und Chlum; verheiratet 1. mit Margarethe/Markéta vo Konice, 2. mit Agnes/Aneżka von Lišnice
    1. Smil (II.) von Loučany „Kroupa“; († 1437), auf Senice na Hané, Chvalčov, Bystřice pod Hostýnem, Obřany, Chlum und Bludov; verheiratet mit Ofka/Euphemia von Lichtenburg
      1. Elisabeth/Eliška, belegt 1418–1475; verheiratet mit Hynek Pňovský von Sovinec
        1. Katharina/Kateřina († 1475); verheiratet mit Heinrich/Jindřich von Boskowitz

    2. Jan auf Senice, belegt 1408–1417, Pfarrer
    3. Euphemia/Ofka, belegt 1410, Äbtissin
    4. Wilhelm/Vilém auf Senice und Chvalčov († 1405)

  6. Wilhelm/Vilém (I.), belegt 1369, Kreuzherr
  7. Anna, belegt 1369–1371; verheiratet mit Heinrich/Jindřich von Füllstein
  8. Elisabeth/Eliška, belegt 1369, Äbtissin

## Linie des Smil (Zajímač) von Kunstadt und seiner Nachkommen
tschechisch: Kunštátská větev
1. Smil (Zajímač) von Kunstadt, belegt 1349–1360; verheiratet mit Elisabeth/Eliška von Skuhrov
  1. Erhart (I.) d. Ä. von Kunstadt, belegt 1360–1406, 1404 auf Bechin, verheiratet mit Jutta/Jitka von Meziříčí
    1. Jan (Boček), belegt 1398–1402
    2. Erhart (II.) d. J. von Kunstadt, belegt 1398–1414, 1404 auf Bechin, 1410 auf Boskowitz, 1412 auf Trübau
    3. Georg/Jiří von Kunstadt auf Boskowitz, belegt 1404–1410
    4. Sophie/Žofka, belegt 1404–1415; verheiratet mit Albrecht von Sternberg und Lukau auf Kurovice und Holešov
    5. Elisabeth/Eliška, belegt 1407–1447; verheiratet mit Jan von Boskowitz und Sebranitz
    6. Jutta/Jitka, belegt 1407–1419; verheiratet 1. mit Jan Ptáček von Pirkštejn, 2. vielleicht mit Jan von Soutice
    7. Margarethe/Markéta, belegt 1408–1418; verheiratet mit Hynek von Ronov und Letovice

  2. möglich: Kunka, belegt 1373–1391, verheiratet mit Zdeněk von Sternberg auf Luckow

## Stammlinie der Herren von Podiebrad
tschechisch: Pání z Poděbrad, auch Poděbradská větev
- Siehe hierzu
  - Stammlinie Podiebrad und deren Nachkommen

## Linie des Kuna von Lissitz und seiner Nachkommen
tschechisch: Lysičtí z Kunštátu, auch Lysiská větev
1. Kuna von Kunstadt und Lysice, belegt 1351–1365; verheiratet mit Euphemia/Ofka von Cimburg und Tovačov
  1. Zdeňka, belegt 1355–1386; verheiratet mit Pešek Štětina von Ždánice
  2. Ješek Puška († 1406), 1371 auf Reichwaldau; 1388 Landeshauptmann, 1389–1399 Kämmerer von Olmütz; verheiratet mit Anna von Otaslavice
    1. Jan Puška († 1425) auf Kostomlaty; verheiratet mit Elisabeth/Alžběta von Wartenberg auf Veseli; Hauptmann von Nymburk. 1425 wurde er von seinem Verwandten Hynek Boček von Podiebrad auf seiner Burg Mydlovar festgenommen und auf Hynek Bočeks Burg Podiebrad in Haft gehalten. Ursächlich für die Gefangennahme waren vermutlich langjährige Besitzstreitigkeiten zwischen dem Podiebrader und dem Lissitzer Familienzweig der Kunstädter. Nachdem Jan Puška in seinem Gefängnis bald verstarb, eignete sich Hynek dessen Burg Mydlovar mit der zugehörigen Herrschaft Kostomlat an, die er mit seinen Podiebrader Besitzungen verband.
    2. Heralt Puška († 1419): 1405 auf Čechy, 1406 auf Doubravnice; verheiratet 1. mit N. N., 2. mit Katharina/Kateřina von Rabstein
      1. Dorota von Kunstadt und Otaslavice, belegt 1446
      2. Jan Puška, belegt 1436–1437

    3. Půta, belegt 1392–1398

  3. Proček, belegt 1373–1421, verheiratet 1. mit Elisabeth/Eliška von Krotenful[1] 2. mit Katharina/Kateřina von Sovinec
    1. Kunik
    2. Elisabeth/Eliška; verheiratet mit Sigmund von Ronov und Letovice
    3. Heralt Semenec, belegt 1397–1448, 1421 auf Pornice; verheiratet 1. mit Anna von Haslau; 2. mit Martha von Waldeck
      1. Jan (Henik) von Kunstadt und Lysice, belegt 1437–1451

    4. möglich: Agnes/Anežka; verheiratet mit Heralt von Kunstadt auf Loučany

  4. Skonka, belegt 1391; verheiratet mit Mikšík von Otaslavice
  5. Aleš, belegt 1374–1426; 1405–1411 auf Blansko, vor 1415 auf Rájce
  6. Katharina/Kateřina, belegt 1406–1418; verheiratet mit Paul/Pavel von Sovinec
  7. möglich: Anna von Lysice, belegt 1394–1398, Abtissin von Alt Brünn

## Linie Boleradice/Polehrad des Wilhelm von Kunstadt und seiner Nachkommen
tschechisch: Boleradičtí z Kunštátu, auch Boleradisko-Loučská větev
1. Wilhelm/Vílem (I.) von Kunstadt († 1371) auf Boleradice, Horní Bojanovice, Krumvíř, Lužice, Dolní Bojanovice, Bořetice, Loučky, Malhostovice, Čechy pod Kosířem, Bošovice, Křidlo, Brusné, Rymice und Chomýž; 1360–1364 Oberskämmerer von Brünn; verheiratet 1. mit N. N., 2. mit Čeňka von Pirkštejn
  1. Wilhelm/Vilém († 1409) auf Boleradice, Loučky, Malhostovice und Lomnice; verheiratet mit Anna (von Meziříčí ?)
    1. Boček († 1447) auf Boleradice
      1. Hynek († 1447)
      2. Agnes/Anežka († 1447)

    2. Smil (III.), belegt 1417–1422, auf Loučky und Boleradice
    3. Čeněk (II.) († 1418) auf Loučky
    4. Kuna (I.) († 1460) auf Loučky, Boleradice, Malhostovice, Lelekovice, Boskowitz, Kunstadt, Lovčice und Archlebov; verheiratet mit Machna von Boskowitz
      1. Jan Kuna (I.) († 1495) auf Malhostovice, Boleradice, Archlebov und Hodonín; verheiratet mit Tugendlieb von Vranov
        1. Heralt Kuna (I.) († vor 1495)

      2. Čeněk Kuna (I.) († 1488) auf Boleradice, Archlebov, Krumvíř, Novošice, Nový Hrad und Sternberg; 1477 Höchster Kämmerer von Olmütz; verheiratet mit Margarethe/Markéta von Schwanberg
        1. Kuna (II.) († 1497) auf Hodonín, Boleradice und Novošice
        2. Georg/Jiří (Kuna), belegt 1477–1490, auf Novošice
        3. Heralt Kuna (II.) († nach 1526), auf Hodonín, Boleradice, Čejkovice, Novošice und Bořetice; verheiratet mit Mandalena von Lomnitz
          1. Barbara, belegt 1505–1510; verheiratet mit Hermann/Heřman von Zástřizl auf Čejkovice
          2. Anna († 1527); verheiratet mit Georg/Jiřík Tetour von Tetov

        4. Ladislav Kuna, belegt 1490–1512 auf Hodonín und Boleradice; verheiratet mit Barbara Kropáč von Nevědomí
        5. Ludmila († 1510) auf Hodonín
        6. Alena, belegt 1510, auf Hodonín

      3. Boček Kuna (I.) († 1495), auf Boleradice, Archlebov, Krumvíř, Bouzov, Lišnice und Smilheim; verheiratet 1. mit N. N., 2. mit Elisabeth/Eliška von Kamenná Hora

  2. Čeněk († 1407) auf Boleradice, Loučky und Lomnice; verheiratet mit Margarethe/Markéta von Deblín
  3. Smil (I.) († 1407) auf Boleradice, Loučky, Lomnice, Bořetice und Dolní Bojanovice; verheiratet mit Barbara Pillung von Gilgenberg
    1. Smil (II.) († 1420) auf Boleradice
    2. Čeňka, belegt 1420–1422
2. Hroch von Kunstadt († 1367) auf Loučky, Malhostovice, Bošovice, Čechy pod Kosířem; verheiratet mit Margarethe/Markéta von Sternberg
  1. Kuník († 1368)

## Linie Boleradice: Boček Kuna († 1495) und seine Nachkommen
tschechisch: Boleradičtí z Kunštátu, potomstvo Bočka Kuny
1. Boček Kuna (I.) († 1495), auf Boleradice, Archlebov, Krumvíř, Bouzov, Lišnice und Smilheim; verheiratet 1. mit N. N., 2. mit Elisabeth/Eliška von Kamenná Hora
  1. möglich: Wenzel Kuna/Václav Kuna, belegt 1482–1487 auf Bouzov
  2. Jan Kuna (II.) († 1540) auf Rožnov, Lukov, Smilheim, Kloster Oslavan, Kyjov und Dambořice; 1524–1525 und 1530–1539 Landeshauptmann von Mähren, 1528–1529 Kämmerer von Brünn; verheiratet mit Dorota von Zástřizl
    1. Tochter, belegt 1526; verheiratet mit Wenzel/Václav von Haugwitz
    2. Boček Kuna (II.) († 1548) auf Lukov, Kyjov, Svatobořice, Mistřín und Dambořice
    3. Jan Kuna (III.), belegt 1540–1549, auf Lukov, Kyjov, Svatobořice, Mistřín und Dambořice
    4. Smil Kuna (II.) († 1574) auf Lukov, Kyjov, Svatobořice, Mistřín, Dambořice und Okrašovice
    5. Čeněk Kuna (III.) († 1566) auf Lukov, Kyjov, Svatobořice, Mistřín, Dambořice, Okrašovice; verheiratet mit Agnes/Anežka von Lichtenburg auf Vöttau
      1. Čeněk Kuna (IV.), belegt 1572–1575

    6. Christoph/Kryštof Kuna, belegt 1542–1580, auf Lukov, Kyjov, Svatobořice, Mistřín, Okrašovice und Vedrovice (Wedrowitz)

  3. Smil Kuna (I.) d. Ä. († 1547) auf Lukov, Smilheim, Březolupy, Zlámaný Újezd; verheiratet mit Ludmila Berka von Duba und Leipa
  4. Sigmund/Zikmund Kuna, belegt 1495–1551, auf Lukov, Smilheim und Biskupice
  5. Čeněk Kuna (II.) († 1496) auf Smilheim
  6. Heinrich/Jindřich Kuna, belegt 1495–1553, auf Lukov und Smilheim, 1549–1553 Propst von Olmütz
  7. Ludmila, belegt 1506–1511
  8. Benigna, belegt 1506–1557
  9. Margarethe/Markéta, belegt 1506
  10. Wilhelm/Vilém Kuna (I.) d. Ä. († 1548), auf Smilheim, Lukov, Mistřín und Svatobořice, Kloster Oslavany, Joslowitz, Hrádek und Biskupice; 1521–1531 Unterkämmerer von Mähren; verheiratet 1. mit Anna von Bačkovice, 2. mit Apolinia von Meziříce auf Lomnice
    1. Wilhelm/Vilém Kuna (II.) († 1569) auf Smilheim und Biskupice; verheiratet mit Sophie/Žofie Kunová
      1. Anna Kunovna († 1596); verheiratet 1. mit Sigmund/Zikmund Nekeš von Landek, 2. mit Wenzel/Václav Tetour von Tetov